# Short track na Zimowej Uniwersjadzie 2017
Short track na Zimowej Uniwersjadzie 2017 odbył się w dniach 3 – 7 lutego 2017. Zawodnicy rywalizowali w ośmiu konkurencjach - czterech męskich i czterech żeńskich.

## Zestawienie medalistów

### Kobiety
| Data          | Godzina     | Konkurencja                 | Złoto            | Srebro     | Brąz          |
| ------------- | ----------- | --------------------------- | ---------------- | ---------- | ------------- |
| 5 lutego 2017 | 14:00 UTC+6 | 1500 m (szczegóły)          | Son Ha-kyung     | Kim A-lang | Moemi Kikuchi |
| 6 lutego 2017 | 14:00 UTC+6 | 500 m (szczegóły)           | Zang Yize        | Xu Aili    | Kim A-lang    |
| 7 lutego 2017 | 14:00 UTC+6 | 1000 m (szczegóły)          | Son Ha-kyung     | Xu Aili    | Ayame Nakano  |
| 7 lutego 2017 | 18:00 UTC+6 | Sztafeta 3000 m (szczegóły) | Korea Południowa | Chiny      | Kazachstan    |

### Mężczyźni
| Data          | Godzina     | Konkurencja                 | Złoto          | Srebro          | Brąz                  |
| ------------- | ----------- | --------------------------- | -------------- | --------------- | --------------------- |
| 5 lutego 2017 | 14:00 UTC+6 | 1500 m (szczegóły)          | Park Ji-won    | Kim Do-kyoum    | Nurbergen Żumagazijew |
| 6 lutego 2017 | 14:00 UTC+6 | 500 m (szczegóły)           | Kim Do-kyoum   | Abzał Ażgalijew | Denis Nikisza         |
| 7 lutego 2017 | 14:00 UTC+6 | 1000 m (szczegóły)          | Lim Kyoung-won | Park Ji-won     | Denis Nikisza         |
| 7 lutego 2017 | 18:00 UTC+6 | Sztafeta 5000 m (szczegóły) | Chiny          | Rosja           | Kazachstan            |

## Klasyfikacja medalowa
| Miejsce | Państwo          | złoto | srebro | brąz | Razem |
| ------- | ---------------- | ----- | ------ | ---- | ----- |
| 1.      | Korea Południowa | 6     | 3      | 1    | 10    |
| 2.      | Chiny            | 2     | 3      | 0    | 5     |
| 3.      | Kazachstan       | 0     | 1      | 5    | 6     |
| 4.      | Rosja            | 0     | 1      | 0    | 1     |
| 5.      | Japonia          | 0     | 0      | 2    | 2     |

## Wyniki

### Kobiety

#### 500 m
| Miejsce | Zawodniczka   | Reprezentacja    | Czas   | Strata |
| ------- | ------------- | ---------------- | ------ | ------ |
| złoto   | Zang Yize     | Chiny            | 44,015 | —      |
| srebro  | Xu Aili       | Chiny            | 44,124 | +0,109 |
| brąz    | Kim A-lang    | Korea Południowa | 44,191 | +0,176 |
| 4.      | Moemi Kikuchi | Japonia          | 44,299 | +0,284 |

#### 1000 m
| Miejsce | Zawodniczka          | Reprezentacja    | Czas     | Strata  | Uwagi |
| ------- | -------------------- | ---------------- | -------- | ------- | ----- |
| złoto   | Son Ha-kyung         | Korea Południowa | 1:33,858 | —       |       |
| srebro  | Xu Aili              | Chiny            | 1:34,013 | +0,155  |       |
| brąz    | Ayame Nakano         | Japonia          | 1:36,248 | +2,390  |       |
| 4.      | Kim A-lang           | Korea Południowa | 2:05,986 | +32,128 |       |
| —       | Magdalena Warakomska | Polska           | —        | +0,775  | PEN   |

PEN - Zawodniczka otrzymała karę od sędziów (Dyskwalifikacja).

#### 1500 m
| Miejsce | Zawodniczka   | Reprezentacja    | Czas     | Strata  | Uwagi |
| ------- | ------------- | ---------------- | -------- | ------- | ----- |
| złoto   | Son Ha-kyung  | Korea Południowa | 2:34,591 | —       | –     |
| srebro  | Kim A-lang    | Korea Południowa | 2:35,010 | +0,419  | –     |
| brąz    | Moemi Kikuchi | Japonia          | 2:35.251 | +0,660  | –     |
| 4.      | Long A Kim    | Kazachstan       | 2:35.316 | +0,725  | –     |
| 5.      | Zang Yize     | Chiny            | No Time  | —       | –     |
| —       | Noh Do-hee    | Korea Południowa | —        | +29,477 | PEN   |

PEN - Zawodniczka otrzymała karę od sędziów (Dyskwalifikacja).
Sztafeta 3000 m
| Miejsce | Reprezentacja    | Czas     | Strata |
| ------- | ---------------- | -------- | ------ |
| złoto   | Korea Południowa | 4:13,630 | —      |
| srebro  | Chiny            | 4:13,808 | +0,178 |
| brąz    | Kazachstan       | 4:18,369 | +4,739 |
| 4.      | Japonia          | 4:18,517 | +4,887 |

### Mężczyźni

#### 500 m
| Miejsce | Zawodnik        | Reprezentacja    | Czas   | Strata  | Uwagi |
| ------- | --------------- | ---------------- | ------ | ------- | ----- |
| złoto   | Kim Do-kyoum    | Korea Południowa | 41,175 | —       | –     |
| srebro  | Abzał Ażgalijew | Kazachstan       | 41,479 | +0,304  | –     |
| brąz    | Denis Nikisza   | Kazachstan       | 58,169 | +16,994 | –     |
| 4.      | Lim Hyo-jun     | Korea Południowa | 58,425 | +17,250 | –     |
| —       | Chen Guang      | Chiny            | —      | +0,206  | PEN   |

PEN - Zawodnik otrzymał karę od sędziów (Dyskwalifikacja).
Kim Do-kyoum reprezentujący Koreę Południową, w ćwierćfinale, z czasem 40,589, ustanowił nowy rekord Uniwersjady w wyścigu na 500 m. 

#### 1000 m
| Miejsce | Zawodnik       | Reprezentacja    | Czas     | Strata |
| ------- | -------------- | ---------------- | -------- | ------ |
| złoto   | Lim Kyoung-won | Korea Południowa | 1:28,024 | —      |
| srebro  | Park Ji-won    | Korea Południowa | 1:28,051 | +0,027 |
| brąz    | Denis Nikisza  | Kazachstan       | 1:28,189 | +0,165 |
| 4.      | Aidar Bekżanow | Kazachstan       | 1:28,428 | +0,404 |
| 5.      | Ryu Watanabe   | Japonia          | 1:31,654 | +3,630 |

#### 1500 m
| Miejsce | Zawodnik              | Reprezentacja    | Czas     | Strata  |
| ------- | --------------------- | ---------------- | -------- | ------- |
| złoto   | Park Ji-won           | Korea Południowa | 2:30,622 | —       |
| srebro  | Kim Do-kyoum          | Korea Południowa | 2:30,773 | +0,151  |
| brąz    | Nurbergen Żumagazijew | Kazachstan       | 2:31,287 | +0,665  |
| 4.      | Shao Shuai            | Chiny            | 2:31,534 | +0,912  |
| 5.      | Timur Zacharow        | Rosja            | 2:32,184 | +1,562  |
| 6.      | Lim Kyoung-won        | Korea Południowa | 3:10.602 | +39,980 |

#### Sztafeta 5000 m
| Miejsce | Reprezentacja | Czas     | Strata |
| ------- | ------------- | -------- | ------ |
| złoto   | Chiny         | 7:04,443 | —      |
| srebro  | Rosja         | 7:04,551 | +0,108 |
| brąz    | Kazachstan    | 7:13,799 | +9,356 |
| Chiny   | +4,131        | PEN      |        |

PEN - Reprezentacja otrzymała karę od sędziów (Dyskwalifikacja).